# Canotaje en los Juegos Suramericanos de 2014: K1 500m
La prueba de K1 500m femenino en Santiago 2014 se llevó a cabo el 13 de marzo de 2014 en la Laguna de Curauma, Región de Valparaíso. Participaron en la prueba 7 canoteras.

## Resultados
| Rank              | Calle | Nacionalidad | Canotera             | Tiempo Total | Diferencia |
| ----------------- | ----- | ------------ | -------------------- | ------------ | ---------- |
| Medalla de oro    | 2     | Brasil       | Ana Paula Vergutz    | 1:56.375     |            |
| Medalla de plata  | 6     | Argentina    | Alexandra Keresztesi | 1:57.140     | +0.765     |
| Medalla de bronce | 8     | Colombia     | Yerly Muñoz          | 1:59.205     | +2.830     |
| 4                 | 5     | Ecuador      | Stefanie Perdomo     | 2:00.242     | +3.867     |
| 5                 | 3     | Chile        | Ysumi Orellana       | 2:00.951     | +4.576     |
| 6                 | 4     | Venezuela    | Angélica Jiménez     | 2:07.018     | +10.643    |
| 6                 | 7     | Perú         | Diana Gomringer      | 2:32.757     | +36.382    |